# François-Marie Le Pomellec
François Marie Le Pomellec, né le 2 décembre 1831 à Saint-Brieuc (Côtes-d'Armor) et mort le 13 février 1877 à Menton (Alpes-Maritimes), est un homme politique français.

## Biographie

### Origine familiale
François Marie Le Pomellec est né dans une famille d'ancienne bourgeoisie originaire de Bretagne, portant « d'or au léopard tenant de sa patte dextre une croix grecque, nimbée au naturel ou de gueules », issue de Jacques Le Pomellec (mort en 1647), armateur sur l'île de Bréhat (Côtes-d'Armor), dont descendent : 
- Arthur Le Pomellec (1674-1723), armateur, périt en mer sur la côte d'Audierne le 11 août 1723
  - Jacques Le Pomellec (1715-1781), était armateur et corsaire
    - Jacques Le Pomellec (1755-1821), était armateur et négociant
      - François Le Pomellec (1793-1853), était armateur, négociant, président du Tribunal de commerce et maire de Saint-Brieuc, membre du conseil général des Côtes-du-Nord et président de la Société d'agriculture de Saint-Brieuc. Gendre du général Jean André Valletaux et père de François-Marie[2].

François-Marie Le Pomellec épouse Louise-Marie Gautreau, nièce de Charles Émile La Chambre. Veuve, elle se remariera à Pierre Marquès di Braga.

### Carrière
Francis Le Pomellec est élevé au petit séminaire de Saint-Méen et au collège Saint-Vincent.
Avocat, puis armateur, il refuse sous l'Empire, en 1863, la candidature officielle qui lui est offerte par le préfet des Côtes-du-Nord, et devient, l'année suivante, vice-président de la Chambre de commerce de Saint-Malo.
Le 20 février 1870, candidat indépendant à la députation, il échoue, avec 11455 voix contre 14380, au candidat officiel Charles Pierre Rouxin.
Maire de Saint-Servan de 1870 à 1874 et de 1876 à 1877, membre du Conseil général d'Ille-et-Vilaine pour le canton de Saint-Malo-Sud de 1871 à 1877, il échoue une nouvelle fois aux élections législatives de 1871.
Le 20 février 1876, il est élu député de la 2e circonscription de Saint-Malo. Dans sa profession de foi, il se déclare partisan de la Constitution votée le 25 février 1875, et se prononce pour l'attribution aux conseils municipaux du droit d'élire leurs maires, pour l'obligation de l'instruction primaire, etc. Le Pommelec prend place au centre gauche, présente un amendement à la loi municipale tendant à l'ajournement de la discussion (juillet 1876) et s'associe aux premiers votes de son groupe ; il meurt au cours de la législature, trois mois avant les événements du 16 mai.

## Sources
- « François-Marie Le Pomellec », dans Adolphe Robert et Gaston Cougny, Dictionnaire des parlementaires français, Edgar Bourloton, 1889-1891 [détail de l’édition]
- Daniel de La Motte-Rouge, J. P. Le Gal La Salle, Vieilles demeures et vieilles gens: châtellenie de Lamballe, d'après des illustrations anciennes et des documents inédits, 1977